# Sonata

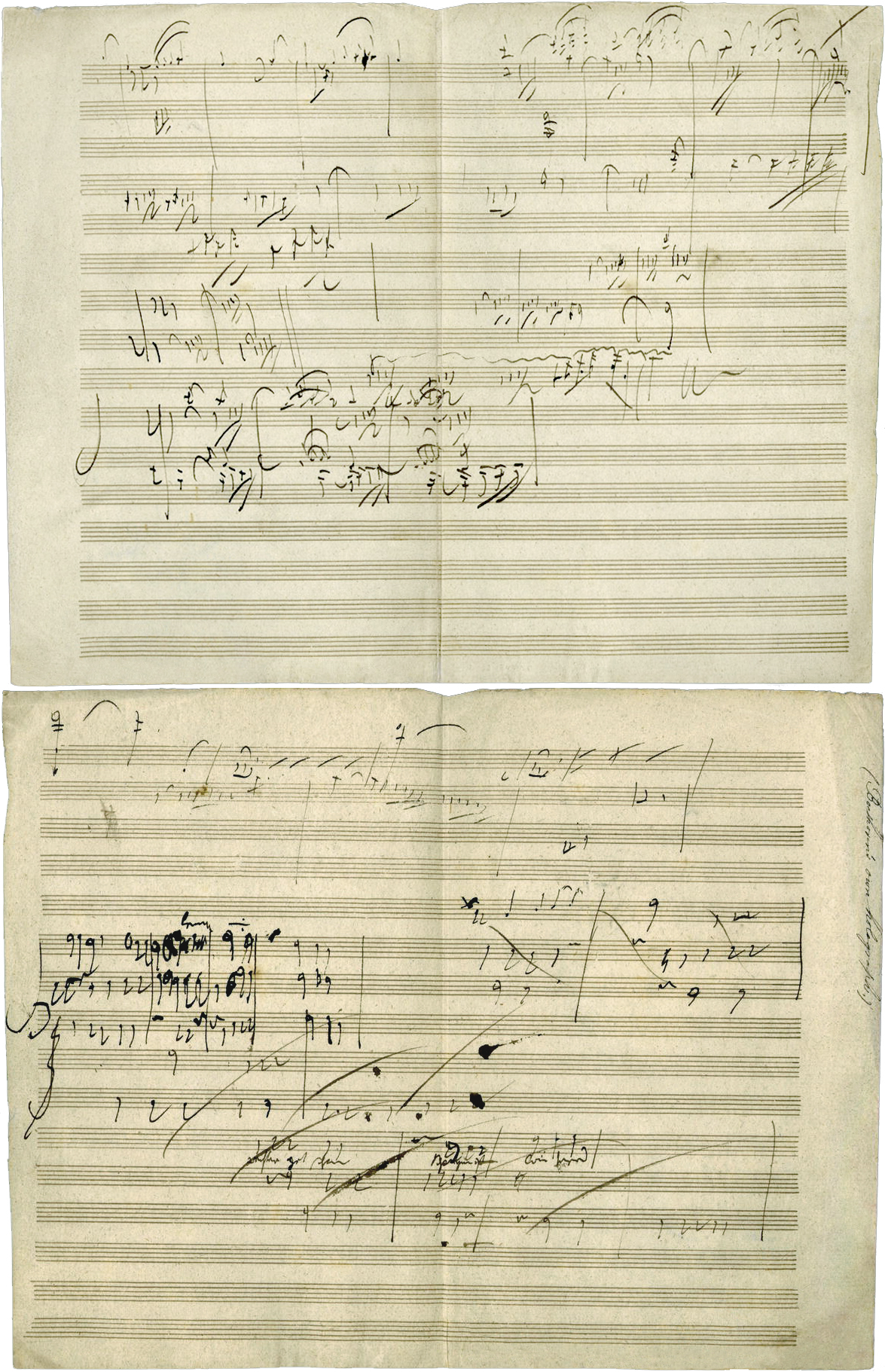
Detalle del manuscrito de la Sonata para piano n.º 28 de Ludwig van Beethoven. La pieza fue finalizada en 1816.

El término sonata es el nombre dado a distintas formas musicales, empleadas desde el período barroco hasta las experiencias más futurísticas de la música contemporánea. Es importante tener en cuenta que la misma palabra alude a significados sutilmente diferentes en cada época: principalmente en cuestiones formales. Por sonata se entiende, según el modelo clásico, tanto una pieza musical completa como un procedimiento compositivo que utiliza dos temas generalmente contrastantes. Este procedimiento compositivo se conoce como «forma sonata».

## Historia
La sonata (clasicismo musical: aproximadamente entre 1750 y 1810), la forma más difundida de esta forma musical, es una obra que consta de tres o cuatro tipos de tonos, compuesta para uno, dos o tres instrumentos musicales. Inicialmente predominaron las formas de tres movimientos, especialmente en la época clásica, pero a medida que aumentaban tanto su complejidad como duración se popularizaron las de cuatro movimientos.
En la época barroca, es decir, antes de 1750, el término sonata se utilizó con relativa libertad para describir obras reducidas de carácter instrumental, por oposición a la cantata, que incluía voces. En la época de Arcangelo Corelli se practicaban dos tipos de género bajo el nombre de sonata: la sonata da chiesa (sonata de iglesia), habitualmente para un instrumento que llevaba la melodía (violín o flauta) y un bajo continuo (que en el caso de la sonata da chiesa era tocado preferentemente por instrumentos como la tiorba o el órgano), compuesta habitualmente por una introducción lenta, un allegro a veces fugado, un cantabile y un final enérgico, en forma de minuet o de giga; y la sonata da camera, compuesta de variaciones sobre temas de baile, que desembocaría en la suite o partita. En el caso de las sonata da camera, el bajo continuo es interpretado por el clavicordio, regularmente. Sin embargo, ambas formas se combinaban libremente, y no sería hasta la época de Johann Sebastian Bach y Georg Friedrich Händel en que la forma de la primera adquiriría cierta estabilidad. Entre las más de 500 obras de Domenico Scarlatti, por ejemplo, se encuentran cientos de obras llamadas sonatas compuestas en solo uno o dos movimientos, muchas veces de gran vigor y complejidad de ejecución. La mayoría de estas sonatas están compuestas, como ya se dijo, para flauta o violín, con el bajo a cargo de la viola da gamba y el clavecín, aunque existen multitud de sonatas para viola da gamba sola, y también para clavecín solo, pues tanto la viola como el clavecín pueden tocar su propio acompañamiento.
A principios del período barroco fue muy popular la sonata a tre, que nada tiene que ver con el trío de la época posterior a Haydn. Dos violines (u otros dos instrumentos melódicos) interpretan la melodía, y un tercer instrumento toca el bajo continuo (podría ser el clavecín, el laúd, la tiorba, la viola da gamba, el violonchelo, el fagot, etc.)
A inicios de la época clásica pasó a reservarse el nombre para obras compuestas para un instrumento solo o bien un instrumento melódico y piano, concebidas de acuerdo con una estructura de tres o cuatro movimientos en los que el tema musical se presenta, se expone, se desarrolla y se recapitula de acuerdo a una forma convencional. Los nombres de divertimento, serenata o partita siguieron en uso hasta alrededor de 1770, pero a partir de Haydn cayeron normalmente en desuso. Al mismo tiempo se popularizaron los nombres de trío y cuarteto para las piezas con tres y cuatro instrumentos respectivamente.
Las sonatas de Haydn se estructuran en un allegro, en que el tema musical se muestra y desarrolla brevemente, un segundo movimiento más pausado —muchas veces andante o largo con forma lied (A-B-A), aunque ocasionalmente se empleó el minuet— en que el tema se desarrolla extensamente mediante técnicas orquestales, y un movimiento final —nuevamente allegro o aún presto— a veces planteado como un rondó, en que se recapitulaba el desarrollo orquestal prescindiendo de las modulaciones. La forma musical del rondó básico es A-B-A-C-A-B-A. En algunos casos se utilizó un esquema de cuatro movimientos, incluyendo tanto el minuet como el andante en el desarrollo temático.
Este último esquema predominó en la época considerada canónica de la sonata, con su desarrollo con Ludwig van Beethoven. El desarrollo en cuatro movimientos se había extendido ya para los cuartetos y las sinfonías.

## Estructura de la sonata clásica
El siguiente orden de movimientos corresponde al modelo realizado con mayor frecuencia. Sin embargo, en la fase inicial, el segundo y el tercer movimiento también se intercambian, por ejemplo en los primeros cuatro de los seis cuartetos de cuerda Op. 33 de 1781 de Haydn. Luego se desarrolla el estándar descrito a continuación y desde Beethoven el orden del segundo y tercer movimiento se ha vuelto a invertir ocasionalmente, de modo que el minueto o scherzo se colocaba en segundo lugar y el movimiento lento en el tercero.
Es muy habitual describir formas de oraciones después de él; sin embargo, organiza los movimientos según rangos clave en lugar de la secuencia de ideas musicales independientes. Esto ciertamente no siempre corresponde a la intención estructural del compositor. La terminología formal contemporánea se puede encontrar en numerosas obras de teoría musical, por ejemplo se encuentra en Johann Gottfried Krause, Bernard Germain Lacépède y otros. Estructuras como las de los primeros movimientos de la llamada Sonata Claro de Luna(Op. 27, Do sostenido menor) o la Sonata en La bemol mayor (Op. 26) de Beethoven nada tienen que ver con este esquema. Ambas sonatas carecen del primer movimiento real; comienzan con el movimiento lento, que suele ser el segundo. En la Sonata Claro de Luna, es solo el tercer movimiento que sigue el esquema de movimiento de la sonata. Mozart ya había prescindido del primer movimiento en su Sonata para piano en la mayor (KV 331).
1. Allegro de sonata: El primer movimiento es el movimiento característico de la sonata (ya que esto lo distingue de una suite, serenata, etc.); su forma es la llamada forma sonata con sus partes exposición, desarrollo, recapitulación y coda. Dado que este término es una creación de la teoría de la forma del siglo XIX, su uso para composiciones anteriores a 1800 sigue siendo controvertido, y con razón. El primer movimiento es un alegro complejo (en «forma sonata» propiamente dicha), dotado o no de una introducción lenta (especialmente en el clasicismo tardío o en el romanticismo, es decir, en el siglo XIX). Está formado por tres secciones: exposición, desarrollo y recapitulación. Puede tener una coda final.
  1. La exposición consiste de dos temas, el primer tema «A» esta en la tonalidad principal de la sonata y el segundo en una tonalidad vecina (para sonatas en tonos mayores por lo general al quinto grado y en tonos menores al tercer grado o relativa mayor). Entre el tema «A» y el «B» hay un puente sin mucha importancia melódica que modula de una tonalidad a la otra. Tras el tema «B» hay una coda de la exposición en la que se puede volver a la tónica inicial o mantenerse en la tónica secundaria propia del tema «B».
  2. El desarrollo tiene una estructura libre, pero podemos decir que el compositor toma alguno de los dos temas, ambos o partes de los mismos y los somete a innumerables procedimientos compositivos, jugando con ellos. Es el momento de mayor tensión de la obra en donde se producen más cambios armónicos y hay una cierta inestabilidad tonal.
  3. La recapitulación o reexposición sucede cuando el compositor vuelve a presentar los temas completos y ambos en la tonalidad principal. Era muy común que para finalizar el movimiento el compositor añadiera una coda, lo que tuvo una gran repercusión en el concierto dando origen a la cadenza (recordemos que el primer movimiento del concierto también utiliza la forma sonata).
2. Movimiento lento, andante, adagio o largo, que puede tener diversas formas. El rasgo característico del segundo movimiento es el movimiento lento (sólo en casos excepcionales se intercambian el movimiento lento y el scherzo ). Su forma puede ser muy diferente. Si, como el primero, está dotado de dos temas contrastantes, más agitado es el segundo; se omiten la recapitulación y el desarrollo, mientras que el tema principal aparece tres veces, generalmente con una figuración cada vez mayor. El compositor a menudo se contenta con la forma de canción de tres partes, es decir, el orden ABA. La forma de variación para el segundo movimiento también es muy popular. La tonalidad del segundo movimiento es principalmente la de la dominante o relativa menor.
3. Movimiento en forma de danza, minuet y desde Beethoven en scherzo (este movimiento es opcional). El tercer movimiento trae el minué o scherzo, generalmente de nuevo en la tonalidad principal o estrechamente relacionada. En las primeras sonatas no hay minueto ni scherzo en absoluto, de modo que uno llega directamente desde el segundo hasta el último movimiento, el final.
4. Un nuevo allegro, menos formalmente estructurado que el inicial allegro da sonata o puede tener otras formas como el rondo-sonata que es una combinación de la forma rondó con la forma sonata explicada para el primer movimiento. Siempre está en la tonalidad principal cuando el movimiento es de velocidad media, pero no es raro que cambie de menor a mayor. Su forma es en forma de sonata, a veces sin recapitulación pero con un desarrollo, o en forma de rondó ampliamente hilado con más de dos temas en su mayoría breves. En casos raros termina en una articulación.

La fijación de esta forma, sobre todo a través de las numerosas sonatas de Beethoven, influyó profundamente en la época romántica, cuyos conservatorios codificaron la práctica. La noción de la estructura formal se tomó como paradigma de otros géneros, llevando a considerar, por ejemplo, la sinfonía como una «sonata para orquesta». Chopin, Mendelssohn, Schumann, Liszt, Brahms y Rajmáninov hicieron extenso uso del principio teórico de la sonata en composiciones famosas.

### Aplicación
La «forma sonata», además de en las sonatas propiamente dichas, se encuentra también en diversos tipos de composiciones musicales, tanto las sinfonías como los cuartetos o los conciertos, etcétera, cuentan con partes escritas utilizando la típica forma sonata de exposición de dos temas en tonalidades vecinas, desarrollo de ambos, y reexposición de los dos temas en la tonalidad del primero.
Cuanto mayor y más compleja es la formación instrumental para la cual el compositor escribe; mayor, más compleja y flexible suele ser la aplicación de esta «forma sonata», producto de las exigencias propias de componer para agrupaciones instrumentales importantes, y de la exigencia requerida.
Una de las principales formas es el dúo con piano, aunque también se pueden emplear todo tipo de instrumentos para poder relacionar el piano, aunque cabe remarcar que no todos alcanzan la misma calidad, principalmente se busca lograr el acompañamiento perfecto, y para cada tipo de cantante (véase: Categoría:Cantantes líricos ) existe un instrumento cuyos atributos se relacionan con cada voz y preferencia del compositor, "Por ejemplo en el clasicismo son preferidos con enorme diferencia las formaciones a dúo de violín o violoncello. En el romanticismo además de los empleados en periodo anterior se suman especialmente clarinete. En el siglo XX, además de los dúos ya expuestos se añaden prácticamente la mayoría de los instrumentos, alcanzando su máximo desarrollo con los instrumentos de viento".

## Sonatina
Cuando la «forma sonata» se aplica a piezas de reducidas dimensiones, éstas se llaman sonatinas.
Las diferencias entre una sonatina y una sonata no son estructurales, ya que ambas, en su versión clásica, suelen respetar un mismo patrón, sino que se encuentran en su extensión y sus aspiraciones. La sonatina suele ser una pieza breve o muy breve que muchas veces no llega a los tres movimientos, y cada procedimiento compositivo se encuentra presentado sin alardes de complejidad.
A pesar de estas señas que aparecería como sencillas de descubrir, es cierto también que hay casos como, por ejemplo, la Sonata en do mayor (KV 545) de Mozart en los que la frontera entre sonata y sonatina está difusa, y hay que guiarse o confrontar al autor para comprobar frente a qué tipo de pieza musical está uno.

## Escolástica y musicología

### Idea o principio de la sonata
La investigación sobre la práctica y el significado de la forma, el estilo y la estructura de la sonata ha sido la motivación de importantes trabajos teóricos de Heinrich Schenker, Arnold Schoenberg y Charles Rosen entre otros; y la pedagogía de la música siguió basándose en la comprensión y aplicación de las reglas de la forma sonata, ya que casi dos siglos de desarrollo en la práctica y la teoría la habían codificado.
El desarrollo del estilo clásico y sus normas de composición constituyeron la base de gran parte de la teoría musical de los siglos XIX y XX. Como principio formal general, se concedió a la sonata el mismo estatus central que a la fuga barroca; generaciones de compositores, instrumentistas y público se guiaron por esta idea de la sonata como principio duradero y dominante en la música occidental. La idea de la sonata comienza antes de que el término adquiriera su importancia actual, junto con la evolución de las normas cambiantes del periodo clásico. Las razones de estos cambios, y su relación con el sentido evolutivo de un nuevo orden formal en la música, es una cuestión a la que se dedica la investigación. Algunos de los factores comunes que se han señalado incluyen: el cambio de enfoque de la música vocal a la música instrumental; cambios en la práctica de la interpretación, incluyendo la pérdida del continuo.
Crucial para la mayoría de las interpretaciones de la forma sonata es la idea de un centro tonal; y, como dice el Grove Concise Dictionary of Music: "La forma principal del grupo que encarna el 'principio de sonata', el principio más importante de la estructura musical desde el período clásico hasta el siglo XX: que el material enunciado por primera vez en una tonalidad complementaria sea replanteado en la tonalidad de origen".(}}
La idea de la sonata ha sido explorada a fondo por William Newman en su monumental obra en tres volúmenes Sonata in the Classic Era (A History of the Sonata Idea), iniciada en la década de 1950 y publicada en lo que se ha convertido en la edición estándar de los tres volúmenes en 1972.

### Teoría delsigloXX
Heinrich Schenker sostenía que existía una Urlinie o melodía tonal básica, y una figuración de bajo básica. Sostenía que cuando estas dos estaban presentes, había una estructura básica, y que la sonata representaba esta estructura básica en una obra completa con un proceso conocido como interrupción.
En la práctica, Schenker aplicó sus ideas a la edición de las sonatas para piano de Beethoven, utilizando manuscritos originales y sus propias teorías para "corregir" las fuentes disponibles. El procedimiento básico era el uso de la teoría tonal para deducir el significado de las fuentes disponibles como parte del proceso crítico, llegando incluso a completar obras que sus compositores habían dejado inacabadas. Aunque muchos de estos cambios fueron y son controvertidos, ese procedimiento tiene un papel central hoy en día en la teoría musical, y es una parte esencial de la teoría de la estructura de la sonata tal y como se enseña en la mayoría de las escuelas de música.